# جزر كبير الأزهار
جزر كبير الأزهار (الاسم العلمي:Daucus grandiflorus) هو نوع غير مؤكد من النباتات يتبع جنس الجزر من الفصيلة الخيمية.